# Medellín (España)
Medellín es un municipio y localidad española de la provincia de Badajoz, en la comunidad autónoma de Extremadura. De fundación romana, cabecera del condado homónimo durante la Edad Media y cuna de Hernán Cortés.
Conserva, pese a los destrozos de las guerras y a las inclemencias del tiempo, un importante patrimonio monumental, cuyos máximos exponentes son el teatro romano, el castillo medieval y el puente del siglo XVII sobre el río Guadiana. Su economía gira en torno a una floreciente agricultura de regadío.

## Símbolos
El escudo de armas y la bandera de Medellín fueron adoptados oficialmente por la Junta de Extremadura por Orden de 16 de septiembre de 1992, por la que se aprueba el escudo heráldico y bandera municipal para el ayuntamiento de Medellín.

### Escudo de armas
El escudo de armas es descrito por el siguiente blasón:

Escudo cuartelado. Primero, de plata, puente de gules de tres arcos sobre ondas de azur y plata sumado de torre de gules, almenada y aclarada del campo, ambos mazonados. Segundo, de gules, castillo de tres torres de oro y aclarado de azur. Tercero, jaquelado de quince piezas de azur y oro. Cuarto, de plata, águila bicéfala explayada de sable. Al timbre, Corona Real cerrada.

Los símbolos sobre los cuatro cuarteles se detallan a continuación:
- "Puente de tres arcos". En la heráldica se representa un puente con una torre como puente defendido. También hace referencia a la colonización, siendo primer escudo de armas del Medellín colombiano. Según el modelo remitido por el cronista de armas Vicente de Cadenas y Vicent, durante las investigaciones que se llevaron a cabo a mediados del siglo XX. En el primer escudo de la villa aparece dicho puente en referencia a la importancia del municipio y sus vías comerciales en torno al río Guadiana. La villa conquistada estaba bajo el patrocinio de Nuestra Señora de la Candelaria (de ahí que figure en su escudo sobre el puente una imagen mariana), en concreto, la imagen milagrosa de la Candelaria, que como dice en un escrito: "Ha sido la antorcha que ha dado luz a su fundación". El símbolo de las ondas de agua hace referencia al apellido de Don García de Vargas.
- "Castillo de tres torres de oro". Este símbolo hace referencia en origen a la simbología de la fortaleza de la virtud, la nobleza antigua, grandeza y elevación, denotando el asilo y la salvaguardia y el poder feudal. En heráldica cívica, suele hacer referencia al castillo del lugar. De igual modo se toma del escudo de Medellín ubicado en la Basílica de la Candelaria, antigua catedral de la ciudad de Medellín (Colombia). Tiene por timbre una corona cerrada. Estéticamente tiene similitudes con el escudo de la arquidiócesis de Medellín establecido en 1958. Fue concedido a la villa de Ntra. Sra. de la Candelaria por Real Cédula por Su Majestad en Madrid a 31 de marzo de 1678. La tipología del castillo pertenece a la heráldica aragonesa, dibujando con un solo cuerpo central del que surgen tres pequeñas torres gemelas, aunque también hay casos con la torre central de mayor altura. Simboliza una villa de señorío. No obstante, el 7 de marzo de 1440, por Provisión Real del Rey Juan II se le concede a Pedro Ponce de León la Villa de Arcos de la Frontera, junto con el título de conde, a cambio del título y la Villa de Medellín.  De este modo, esta Villa pasa a ser otra vez Señorío, entre 1440 y 1452.
- "Jaquelado de azur y oro". Este símbolo representa al escudo nobiliario de la casa de Ponce de León (1429-1440). Pertenece al primer nombramiento del  Condado de Medellín (1429-1440), y después I conde de Arcos: Pedro Ponce de León y Haro. La Casa de Medellín se funda en el año 1449 y se prolonga en el tiempo hasta 1705. Este mismo escudo pertenece de igual modo al abolengo del primer conde de Medellín (c.1452-1463) y Repostero Mayor del Rey Juan II: Don Rodrigo Portocarrero y Monroy (¿- Medellín, 1463).
- "Águila bicéfala". En este escudo en concreto de Medellín, simboliza al Sacro Imperio Romano Germánico.

### Bandera municipal

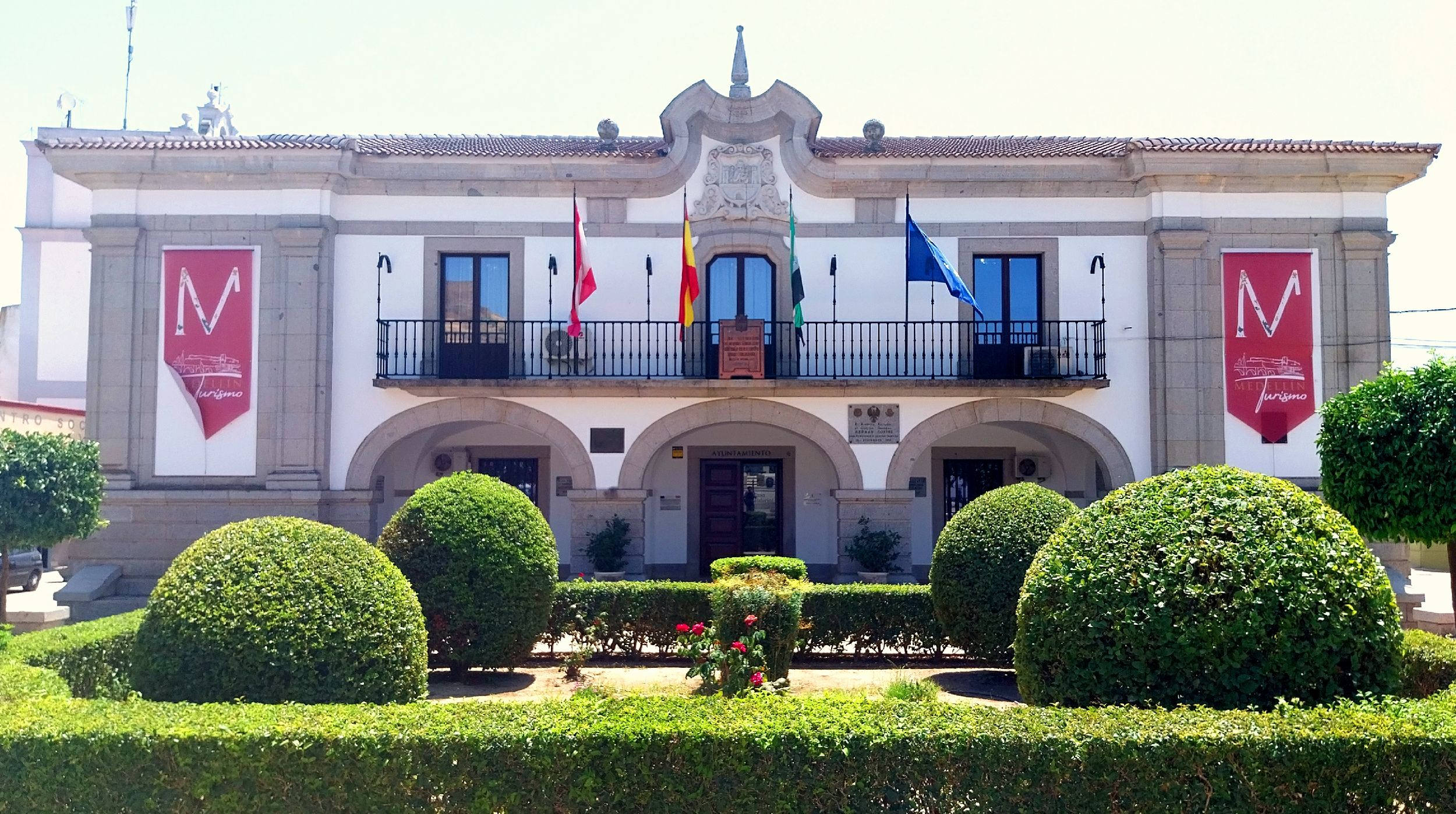
Ayuntamiento de Medellín

La bandera municipal es descrita de la siguiente forma:

Bandera rectangular de proporciones 2/3, formada por tres franjas horizontales, la central blanca y del tamaño doble que las otras dos, que son de color rojo, con el escudo municipal brochante al centro y en sus colores.

## Geografía física

### Localización
Integrado en la comarca de Vegas Altas, se sitúa a 102 kilómetros de la capital provincial. La población está concentrada en la cabecera homónima y en la pedanía de Yelbes. El término municipal está atravesado por la carretera nacional N-430 entre los pK 93 y 94, por la carretera autonómica EX-206, que permite la comunicación con Santa Amalia y Don Benito, y por carreteras locales que se dirigen hacia Mengabril y Valdetorres. 
| Noroeste: Santa Amalia        | Norte: Don Benito | Noreste: Don Benito             |
| Oeste: Santa Amalia y Guareña |                   | Este: Don Benito                |
| Suroeste: Valdetorres         | Sur: Mengabril    | Sureste: Don Benito y Mengabril |

### Orografía
El término municipal es prácticamente llano, ya que se inscribe en el valle del Guadiana. Tan solo se destacan algunas elevaciones aisladas y de escasa altitud: la sierra de Enfrente (363 metros), la sierra de la Troya (361 metros) y la sierra de Yelbes (393 metros), además del cerro del castillo (321 metros). El río Guadiana cruza el territorio de noreste a oeste, recibiendo el caudal de los ríos Ortiga y Guadámez. La altitud oscila entre los 393 metros (sierra de Yelbes) y los 230 metros a orillas del Guadiana. El pueblo se alza a 264 metros sobre el nivel del mar. La formación vegetal natural es del tipo durilignosa con un bosque esclerófilo mediterráneo representado por la encina, junto a otras especies que componen el matorral como la jara, la aulaga y el cantueso.

### Clima

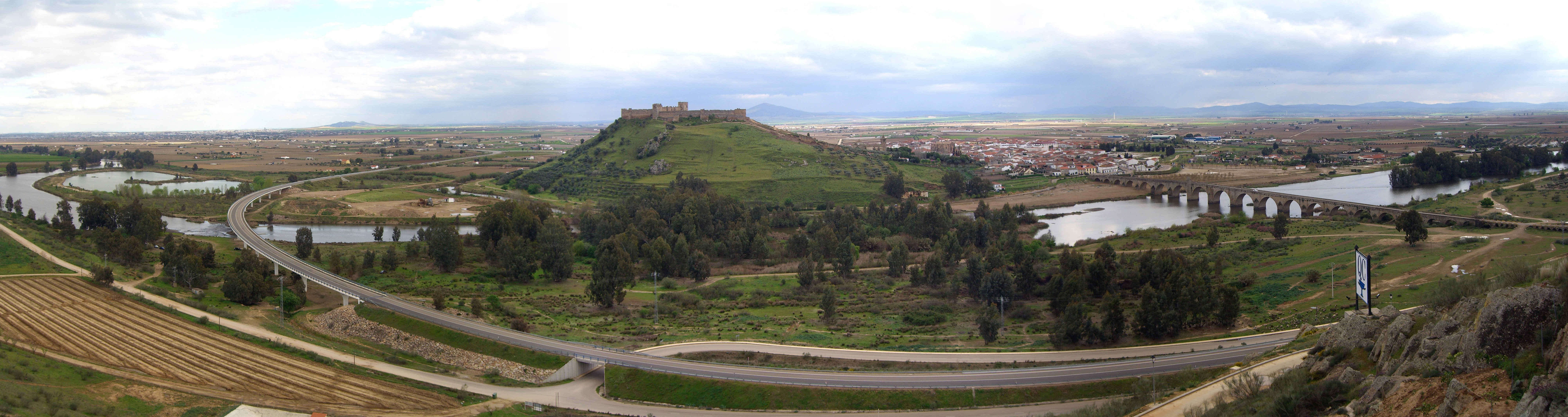
Panorámica de Medellín, en el medio está el Castillo y a la derecha el área urbana del municipio.

El clima es de tipo mediterráneo subtropical. La temperatura media anual es de 15,8 °C. Los inviernos son suaves, con una temperatura media de 8,2 °C. El verano es seco y caluroso con una temperatura media estacional de 23,6 °C. Las precipitaciones son bajas, con una media anual de 529,6 mm, correspondiendo al invierno los registros más elevados de lluvias (159,95 mm) siendo el verano una estación muy seca (39,2 mm).

## Historia

### Conisturgis
El estudio de la necrópolis prerromana de Medellín, que ha proporcionado gran cantidad de material de época tartésica, ha permitido identificarla con Conisturgis, capital de los conios, que fue destruida por los lusitanos.

### Medellín romano

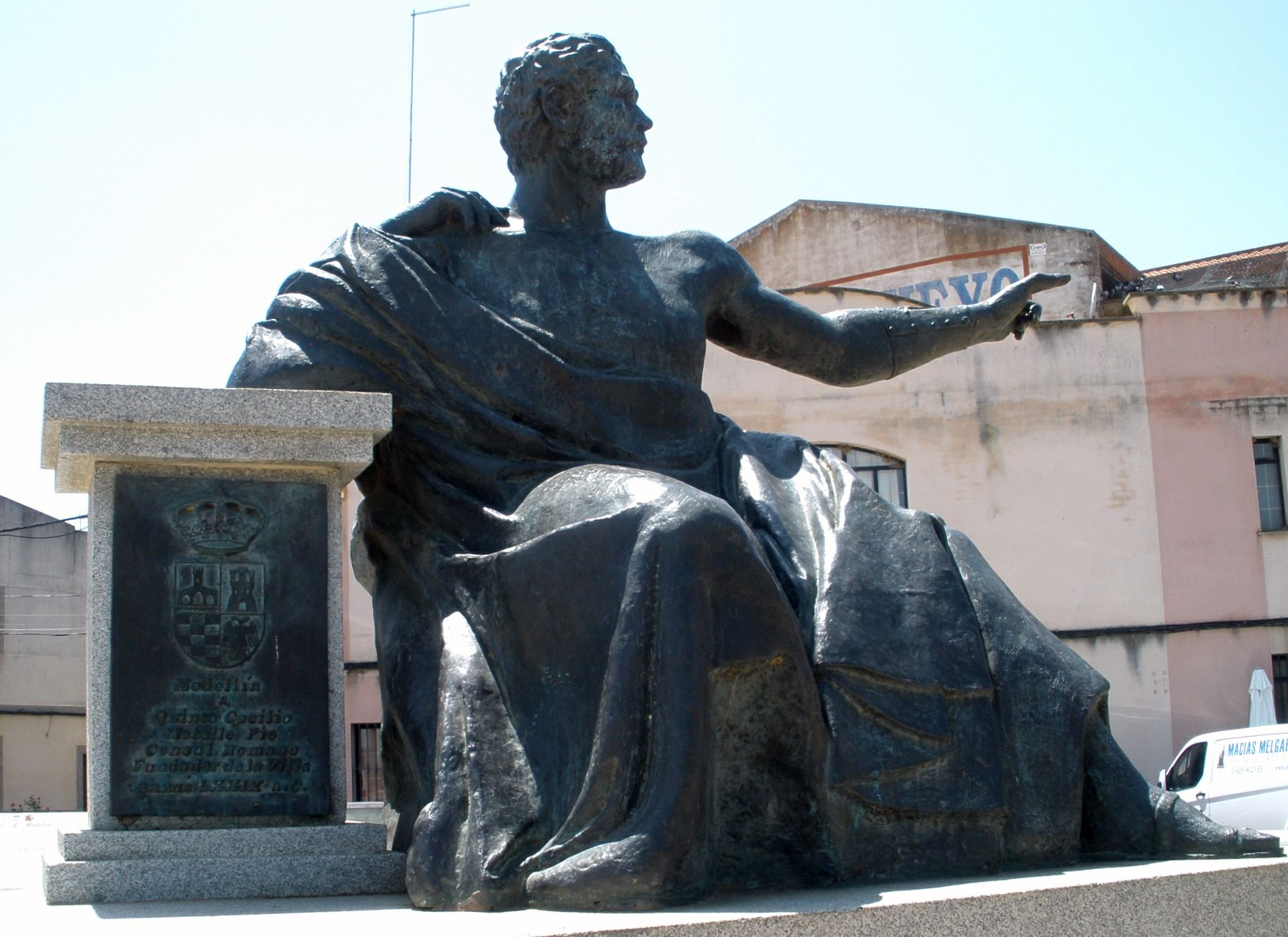
Monumento a Quinto Metelo Cecilio Pío en Medellín.

La Metellinum romana fue fundada por el cónsul Quintus Caecilius Metellus Pius unos 79 años antes de Cristo. En honor a su fundador recibió su primera denominación Metellinum (nombre derivado de su tercer nombre). Existen diversos restos de esta época, que demuestran la vitalidad romana de la zona: restos de un puente romano, que más tarde sería sustituido por uno medieval, villas romanas, o restos del foro aún por excavar en la falda del castillo.

#### Teatro romano de Medellín
El teatro romano de Medellín se localiza en la ladera sur del cerro del Castillo, dentro de los límites de un importante yacimiento arqueológico, cuyos orígenes se remontan al Bronce Final y el período Orientalizante. El estudio arquitectónico de este teatro refleja que debió tener un aforo máximo de en torno a 3200 espectadores.
Las intervenciones arqueológicas desarrolladas en su recinto desde el año 2007 han sacado a la luz detalles de la estructura de su graderío y escenario, recuperándose además una gran cantidad de elementos decorativos, como el opus sectile del frons pulpiti, elementos de su columnatio y varias piezas escultóricas. Las materiales, técnicas y decoraciones utilizados en su construcción han permitido fechar su erección en época tardo-republicana o protoagustea, detectándose reformas posteriores de época claudia y del siglo XII. Aunque el estado de conservación del graderío del teatro es excepcional, la situación de su muro perimetral exterior es irregular. Gran parte de su sección ha desaparecido, presentando grandes roturas en los lugares en los que se ubican las puertas de entrada. La fuerte pendiente de la ladera en la que se asienta hace que las aguas de lluvias y los materiales arrastrados por estas afecten al muro, erosionándolo. Las filtraciones y erosiones han provocado la disolución de sus morteros, la aparición de depósitos de sales, así como desprendimientos y pérdidas profundas en su mampostería.

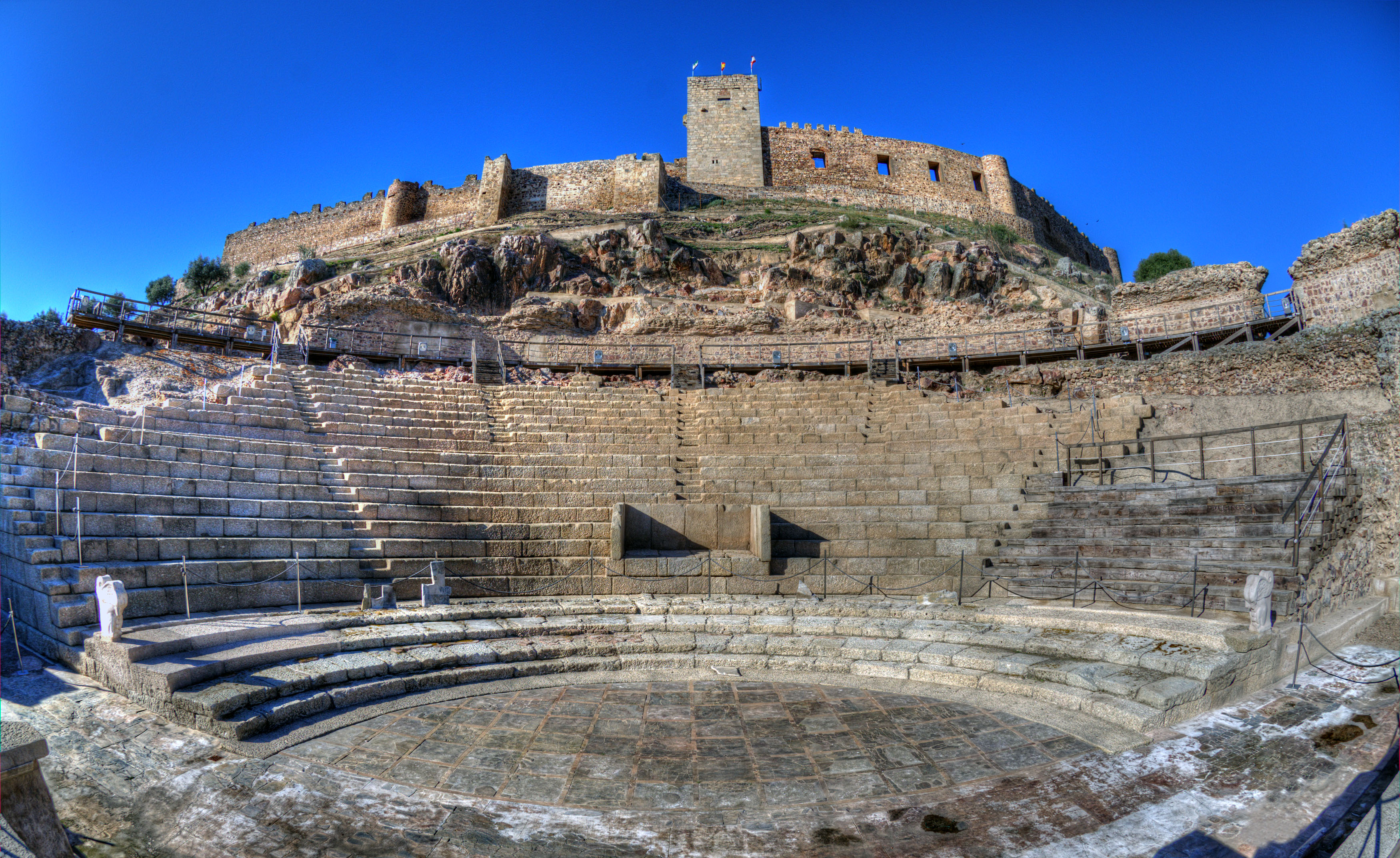
El teatro romano de Medellín.

El principal objetivo de la intervención es la consolidación y restauración del talud norte y del muro perimetral exterior del graderío, junto con los restos de los enjarjes de la bóveda que cubría el ambulacro, garantizando la conservación del monumento y su puesta en valor. Para lograrlo se estabilizará la ladera y se evacuarán las aguas de lluvia, impidiendo que las escorrentías desciendan hasta el graderío y el interior del teatro. Concluidos estos trabajos, se continuará con la limpieza, consolidación y restauración de las fábricas de mampostería y ladrillo. Las actuaciones promovidas por el Instituto del Patrimonio Cultural de España, fruto de la colaboración entre el Ministerio de Educación, Cultura y Deporte y la Consejería de Educación y Cultura de la Junta de Extremadura, afectarán a una superficie aproximada de 2950 metros cuadrados, invirtiéndose 167 442 euros.
El grado de romanización del territorio, puesto de manifiesto por la proliferación de las villas romanas en torno a las vegas del río Guadiana, tomando como centro la localidad de Medellín, viene señalado por la dedicación de sus moradores a tareas de tipo rural, preferentemente agrícola con un elevado grado de concentración pese al pujante atractivo que debió de poseer la próspera ciudad de Mérida, situada a escasa distancia. Existe un elevado número de restos epigráficos, como el mosaico de “Las Galaperas”, a unos dos kilómetros al norte de Medellín, con decoración geométrica, que data de finales del siglo II. Las relaciones de Medellín con otros núcleos urbanos de época romana se basan en que, desde Mérida, la vía que conducía a Toledo discurría por las inmediaciones de Medellín; a su paso, salvando el Guadiana, salía una bifurcación hasta Córdoba.

### Edad Media
En la época visigoda Medellín no perdió su antigua importancia debido a su estratégica localización, siguiendo estando muy influida por su cercanía a la ciudad de Mérida. De este tiempo es la necrópolis hallada en el Turuñuelo en 1960.

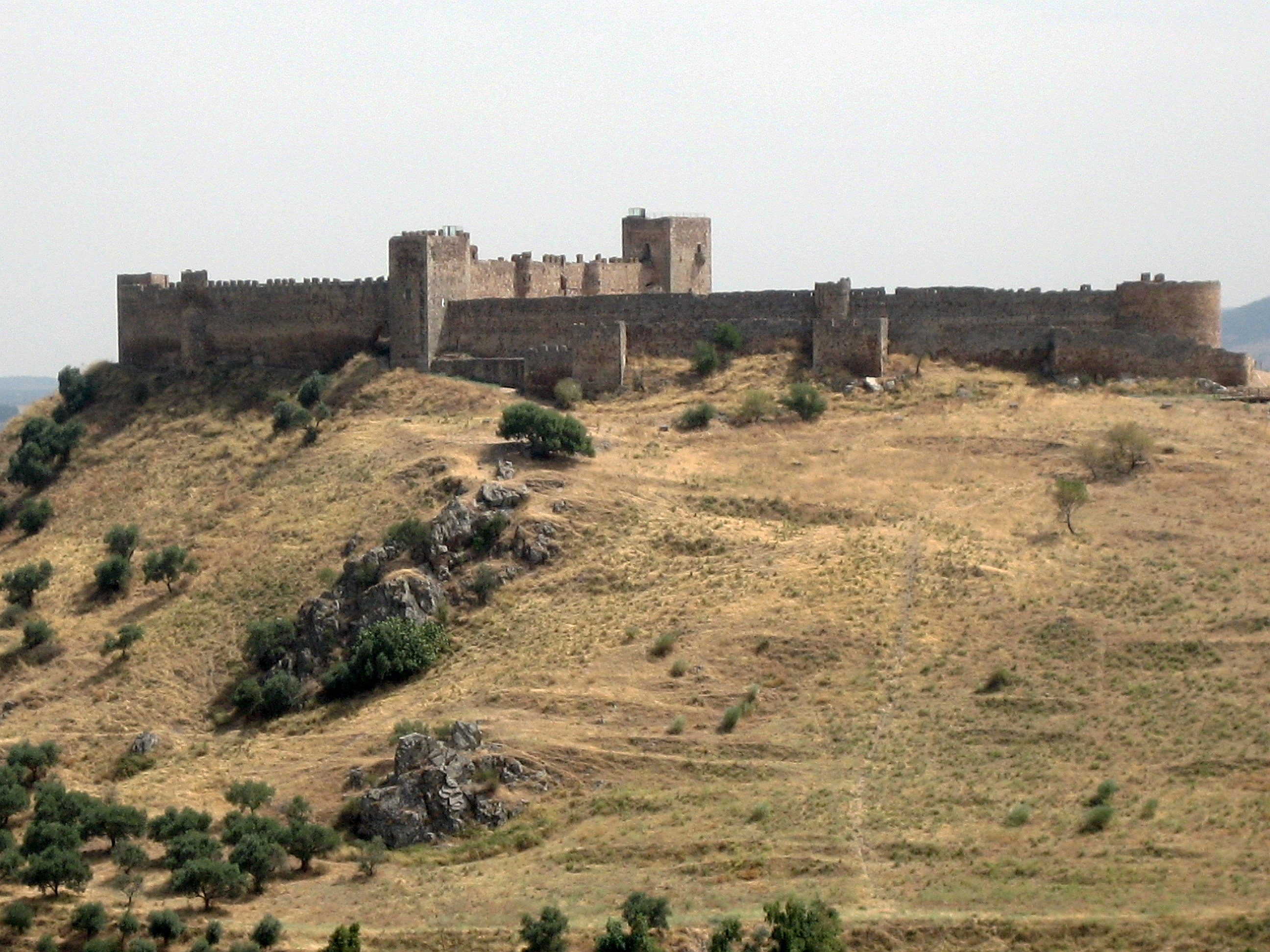
Castillo de Medellín.

Los musulmanes llegan a Medellín en el año 768, al mando de Shaqya ben Abd Alwahid. Una vez asentados en Medellín, reconstruyen la fortificación romana que estaba situada en la cima del cerro por considerarla un lugar estratégico en su ocupación del territorio. Del antiguo castillo musulmán solo se conserva un importante aljibe de dos naves.
Cuando Alfonso IX avanza desde Coria sobre Alcántara en 1213, la ocupación árabe recibe ayuda de las plazas de Medellín, Mérida, Badajoz y Cáceres, aunque finalmente la victoria se decanta del lado del rey leonés. Alfonso IX de León conquista Medellín por primera vez en el 1227 para el Reino de León, aunque dos años después vuelve a manos musulmanas, junto con Alange y Guareña. En 1234 Fernando III lo incorpora definitivamente a la Corona de Castilla, con la ayuda del obispo de Plasencia y "del muy esforzado y valeroso caballero Pedro Yáñez, sexto maestre de la Orden de Alcántara", tomándose igualmente el castillo de Magacela y otros del partido de la Serena.
Tras la reconquista, Medellín, integrado en la diócesis de Plasencia, se erige como una Comunidad de Villa y Tierra de realengo, que actúa como territorio tapón entre La Serena, perteneciente a la Orden de Alcántara, al Este, y las tierras adjudicadas a la Orden de Santiago, al oeste. Bajo dominio cristiano, Medellín debió registrar un importante incremento demográfico, como cabe deducir de la existencia de dos parroquias, las de Santiago y San Martín, cuyas iglesias se comienzan a construir a mediados del siglo XIII, ambas en las laderas del Castillo, donde entonces se concentraba la población. Ya en el siglo XIV, Pedro I de Castilla otorgó el señorío de la villa a su valido Juan Alfonso de Alburquerque, a quien, sin embargo, desposeería en 1354, destruyendo incluso su castillo, tras su caída en desgracia.
En el siglo XV Medellín se convierte en condado, cuyo primer titular fue Rodrigo de Portocarrero, quien a su muerte fue sucedido por su viuda Beatriz de Pacheco. Esta se involucró a fondo en las luchas dinásticas de la guerra de sucesión castellana, tomando partido por la derrotada pretendiente a la corona de Castilla, Juana la Beltraneja, lo que acarrearía, tras la victoria de Isabel la Católica las consiguientes represalias políticas, y en 1479 el retorno de la villa a la corona de Castilla. En esta convulsa época se sitúa el episodio en que Beatriz de Pacheco mantuvo encerrado durante varios años en una mazmorra del castillo a su propio hijo, partidario de negociar con el bando isabelino y que le disputaba la sucesión en el condado. Es fama en la población que Calderón de la Barca pudo inspirarse en este prolongado encierro para crear el personaje de Segismundo en La vida es sueño, pero esta hipótesis no puede demostrarse documentalmente. Como era de imaginar, triunfadora la reina Isabel, el pleito sucesorio se dirimió por decisión real a favor del hijo de la condesa viuda.

### Edad Moderna

#### Medellín y América

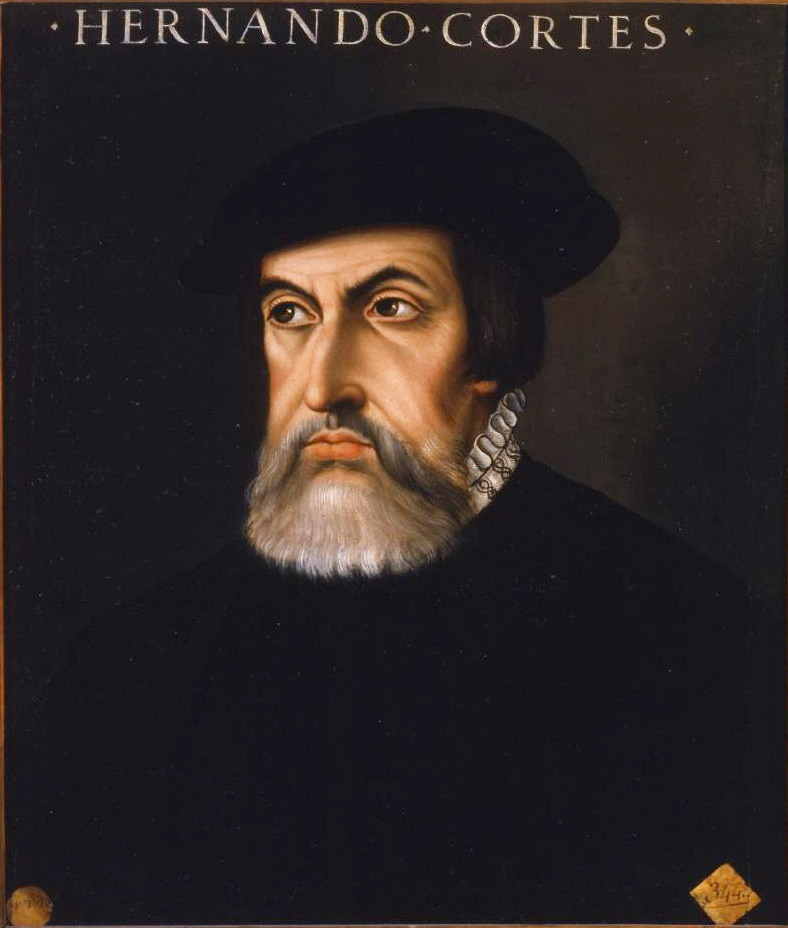
Hernán Cortés nació en Medellín en 1485.

La aportación de Medellín al proceso de la conquista americana durante los siglos XVI y XVII fue muy importante por el número de los que acudieron al llamado conquistador y colonizador. Navarro del Castillo da la cifra de 280 personas que abandonaron Medellín para embarcarse en la empresa americana. Este hecho explica la conquista del territorio, la colonización y la fundación de nuevas ciudades americanas con el nombre de Medellín entre las que destacan: la ciudad colombiana de Medellín, en el departamento de Antioquia, la mexicana del estado de Veracruz, o dos ciudades igualmente llamadas Medellín en Argentina, una en la provincia de Santa Fe y otra en la provincia de Santiago del Estero.
De entre los oriundos de Medellín quizás el más famoso fue Hernán Cortés, conquistador de México, y el licenciado Alonso Bernáldez de Quirós, quien fue gobernador de la provincia de Venezuela y uno de los promotores principales de la fundación de Caracas.
Otro personaje de importancia que proviene de esta ciudad fue el licenciado Alonso Martínez de Rivera, corregidor de Arequipa en 1556 y que posteriormente, por mandato del tercer virrey del Perú, Andrés Hurtado de Mendoza, llevó a cabo la Segunda Fundación de la hoy ciudad de Camaná, la misma se llamó Villa de San Miguel de Rivera. Falleció en Chile en agosto de 1600. En Arequipa casó en 1587 con Isabel de Contreras. Su hija Catalina Martínez de Rivera y de Contreras casa con Hernando de la Torre y Padilla, varias veces alcalde de Arequipa, hijo del famoso conquistador Juan de la Torre y Díaz Chacón, uno de los Trece de la Fama o de la Isla del Gallo, que acompañó al conquistador del Perú Francisco Pizarro.
Otro de los personajes metelinenses en la empresa americana es el joven Diego de Sanabria, pese a que el mismo no llegó a ejercer efectivamente, por diversos infortunios, la gobernación del Río de la Plata, para la que había sido designado, gracias al tesón y a la valentía de su madrastra Mencía Calderón (también nacida en Medellín), al morir su padre Juan cuando preparaba la expedición para suceder en el cargo de adelantado al destituido Álvar Núñez Cabeza de Vaca.

#### Siglos XVI a XVIII

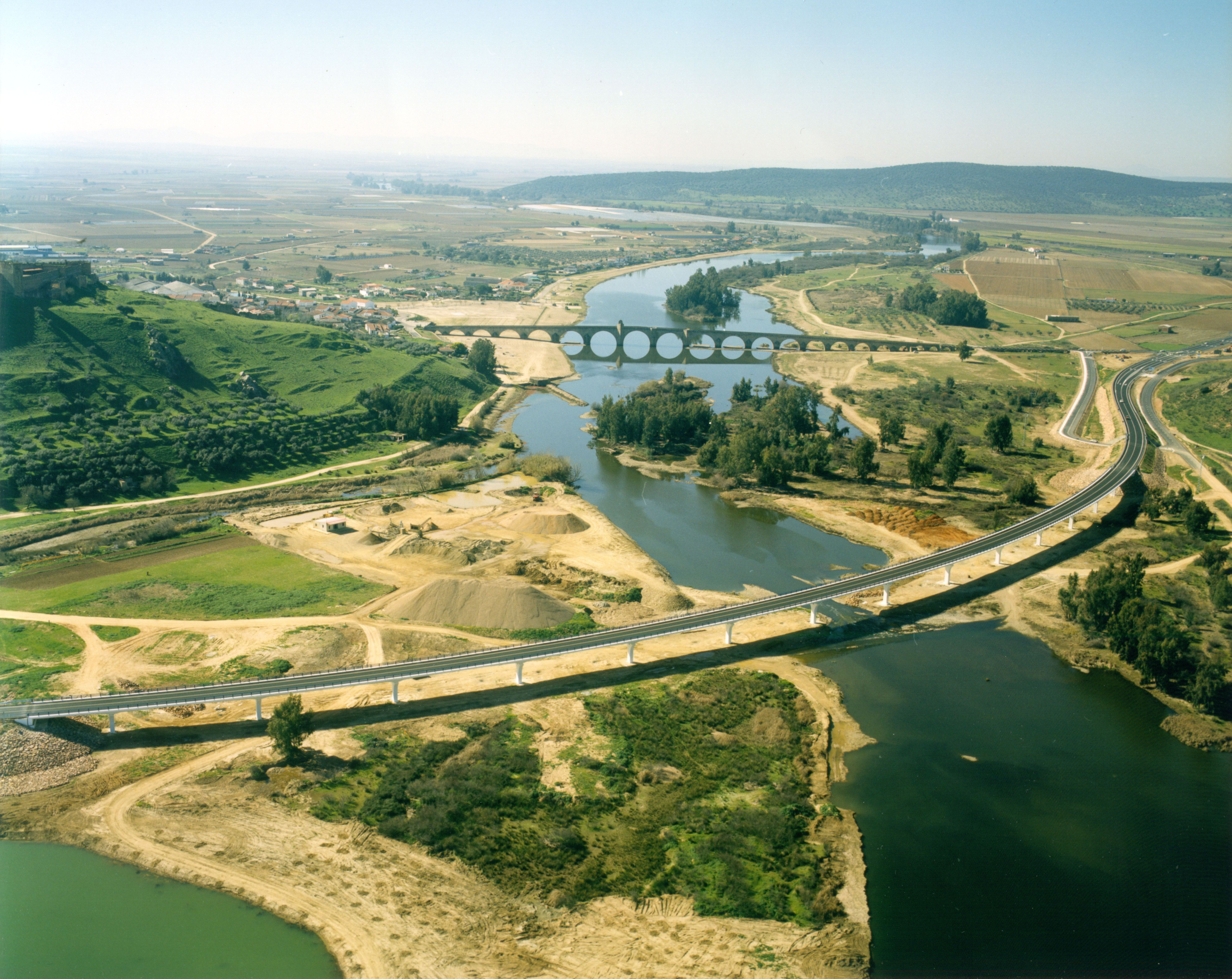
Perspectiva de los dos puentes, barroco y contemporáneo, sobre el río Guadiana.

A lo largo del siglo XVI el núcleo urbano de Medellín se desplaza desde las laderas del castillo hacia el llano, como corresponde a la desaparición de las necesidades defensivas que presidían y limitaban el desarrollo de la villa durante la Edad Media. Este traslado del centro de gravedad de la población, unido a una fase de cierta prosperidad económica, se manifiesta en la construcción de una nueva parroquia, la de Santa Cecilia, y de distintos edificios religiosos y civiles.
En el censo de 1591 la villa de Medellín aparece con 616 vecinos (cabezas de familia), que corresponderían aproximadamente a 2375 habitantes, según módulos de conversión generalmente aceptados en demografía histórica. En la Comunidad de Villa y Tierra de la que es cabecera se incluyen siete villas y cuatro aldeas, algunas de las cuales constituirán más tarde municipios de tanta importancia como Don Benito, Guareña y Miajadas.
De 1613 a 1630 se construye, a costa de la propia villa, un nuevo puente de veinte ojos sobre el Guadiana, que todavía subsiste, sustituyendo a uno anterior del siglo XVI, destruido por la gran riada del 20 de diciembre de 1603.
A partir del siglo XVII, la escasez de tierras disponibles para el cultivo, como consecuencia del régimen señorial de propiedad, y el peso de los impuestos confluyeron en determinar un movimiento migratorio desde Medellín hacia otras villas y aldeas de su propia comunidad, principalmente Don Benito, donde era más fácil encontrar tierras libres y eludir el control fiscal del conde de Medellín. Como resultado de este proceso, mientras la población de esas otras villas crecía, la de Medellín se había reducido en 1635 a 450 vecinos (unos 1730 habitantes). A la larga, este fenómeno contribuyó al desmembramiento de la Comunidad de Villa y Tierra: durante la década de 1730 todos los núcleos importantes de población se erigieron como villas independientes de la de Medellín, previo pago de sumas de dinero a la Corona. En 1789 la población de Medellín se cifraba en 1429 habitantes, casi un 40 % menos de la calculada para dos siglos antes.

### Edad Contemporánea

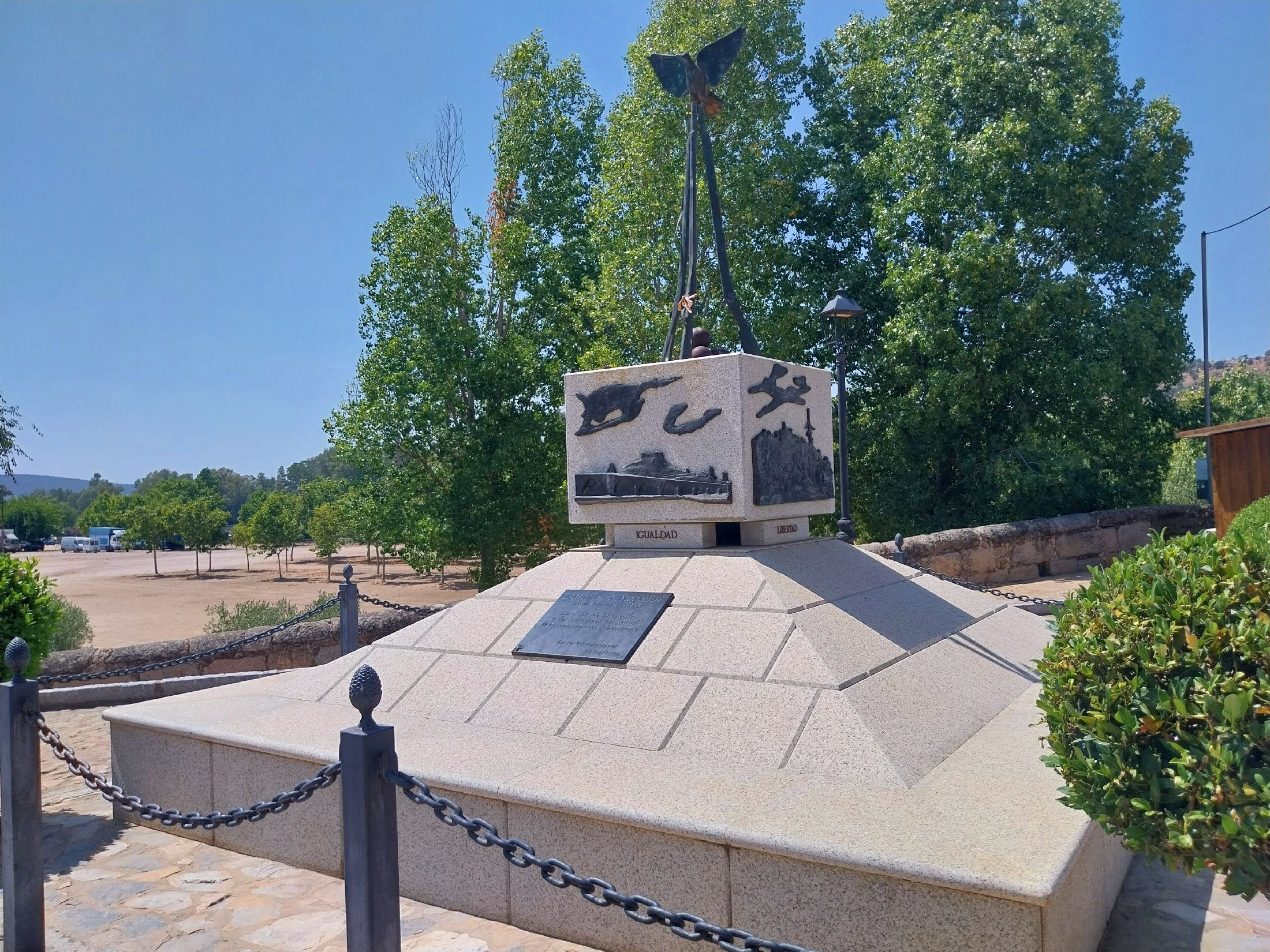
Monumento a la batalla de Medellín

#### Batalla de Medellín
El siglo XIX quedó marcado para Medellín por las desastrosas consecuencias de la batalla que durante la Guerra de la Independencia se desarrolló en su término el 23 de marzo de 1809, en la que las tropas francesas, mandadas por el general Víctor desde el atrio de la iglesia de Santiago, infligieron una cruenta derrota al ejército español mandado por el general Cuesta, cuyas bajas se cifraron en diez mil hombres. La importancia de esta batalla fue tal que el nombre de Medellín figura hoy en el Arco de Triunfo de París junto a los de otras famosas victorias del ejército francés.
A resultas de la batalla, Medellín permaneció ocupada por las tropas francesas del 28 de marzo al 12 de mayo de 1809. Pese a la corta duración de la ocupación, sus efectos fueron terribles en la demografía, la economía y el patrimonio histórico-artístico de la villa, debido al expolio a que la sometió una guarnición de 3000 hombres obligada a mantenerse a costa de sus recursos. La población se desplazó masivamente, se perdió la riqueza ganadera y se ocasionaron destrozos, algunos irreparables, en no pocos edificios públicos, convertidos en improvisados cuarteles, establos u hospitales. La villa quedó arrasada y semidespoblada. Todavía en 1857 la población de Medellín no pasaba de 1555 habitantes.
Ya a finales de siglo, a partir de 1883 y por impulso del alcalde Juan Damián de Tena y Moreno, se acometieron reformas urbanísticas modernizadoras, centradas en la ordenación de la amplia plaza de Hernán Cortés, para cuya construcción se demolieron 23 casas, entre ellas la natal del propio Hernán Cortes —a la sazón ruinosa—, así como el Arco de la Villa y uno de sus dos torreones, transformándose el otro en la Torre del Reloj, que aún subsiste. El conjunto se concluyó a fines de 1890 con la inauguración de la estatua de Hernán Cortés que preside la plaza.
A la caída del Antiguo Régimen la localidad se constituye en municipio constitucional en la región de Extremadura. Desde 1834 quedó integrado en el partido judicial de Don Benito. En el censo de 1842 contaba con 210 hogares y 800 vecinos.

#### Guerra Civil
Si la Guerra de la Independencia determinó el devenir de Medellín durante el siglo XIX, la guerra civil española marcó buena parte del siglo XX. El puente sobre el Guadiana, único existente hasta el de Mérida, se convirtió en objetivo militar de primera magnitud y el pueblo quedó así en pleno frente. Las tropas republicanas volaron tres de los arcos del puente, mientras que los bombardeos de artillería y aviación causaban grandes daños en la villa, hasta el punto de que se evacuó a la población civil.
En los combates aéreos sobre Medellín participó como jefe de una escuadrilla republicana el escritor francés André Malraux, que resultó ligeramente herido al ser ametrallado su avión al regreso de una de sus misiones.
Después de la guerra, Medellín quedó tan arruinado que se encomendó su reconstrucción al llamado Departamento de Regiones Devastadas. La población, que había alcanzado 2041 personas en 1930, cayó a 1865 en el censo de 1940.

#### Desarrollo

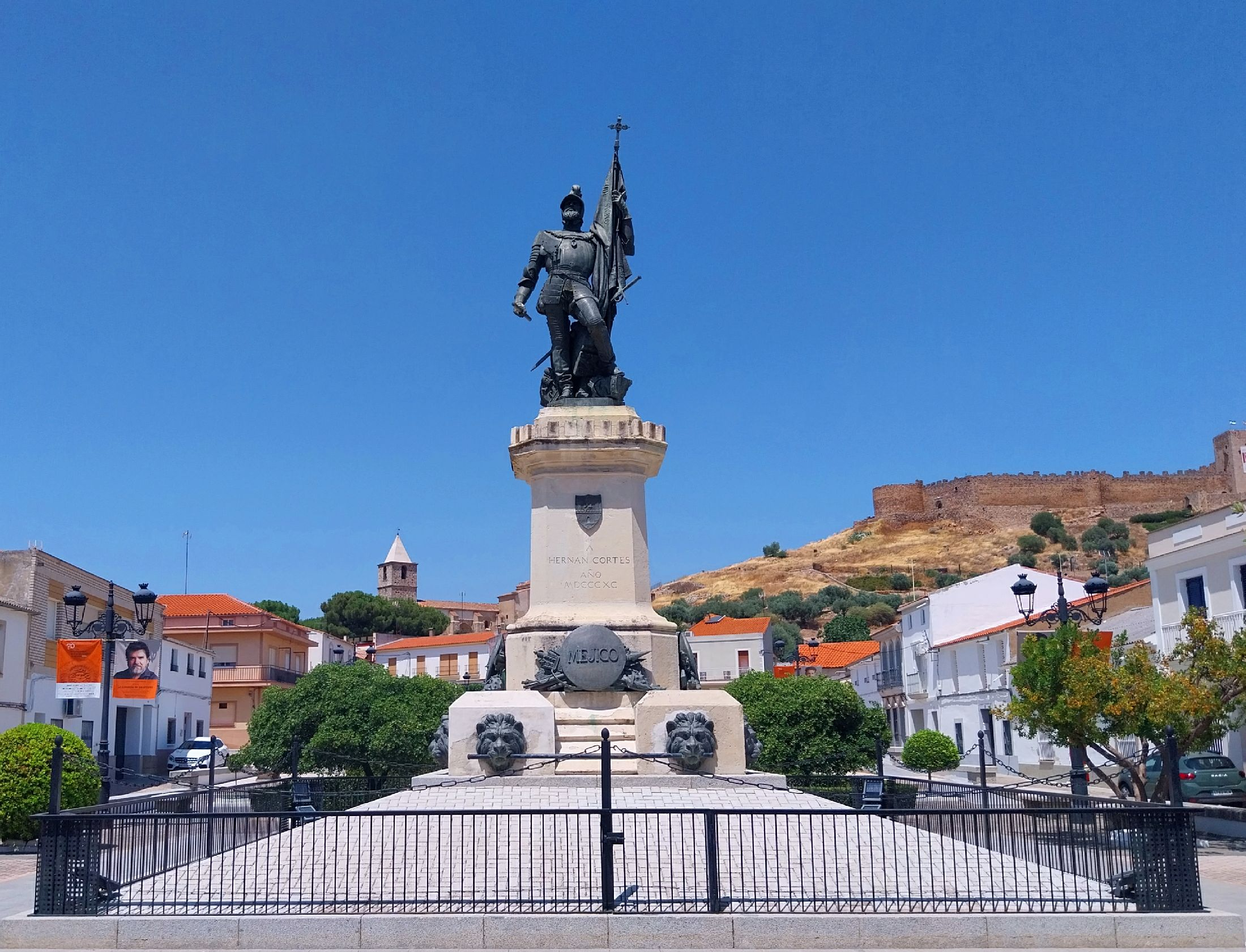
Plaza de Hernán Cortés, presidida por la estatua del conquistador. Al fondo, el castillo.

Medellín y el Guadiana desde el camino que lleva al castillo.

A partir de la década de 1960, la demografía y la economía de Medellín recibieron un nuevo impulso con la transformación de amplias áreas de secano en regadío y la subsiguiente distribución de parcelas, en el marco del Plan Badajoz. En ese contexto se construyó el poblado de colonización de Yelbes, hoy pedanía del municipio. Gracias a esta intervención pública, la demografía de la villa resiste la fuerte corriente migratoria de esos años: los 2122 habitantes del censo de 1950 ascienden a 2393 en el de 1960 y a 2715 en el de 1970, cifra que constituye el máximo histórico.
En las últimas décadas del siglo XX se produce un nuevo fenómeno de desplazamiento del centro de gravedad de la población, siempre alejándose del castillo. En los años 60 se construye un nuevo barrio en las antiguas eras, que crecerá a partir de los años 80 en los terrenos desafectados de un descansadero de la vía pecuaria denominada Cordel de Don Benito. Buena parte de las familias jóvenes se asentarán desde entonces en esta nueva zona del casco urbano.
A partir de la década de 1980 y prolongándose durante los primeros años del siglo XXI, el flujo de fondos públicos derivado de la estructuración autonómica del Estado y de la integración en la Unión Europea se traduce en la dotación de nuevos equipamientos públicos, como el polideportivo municipal, el centro de día, el centro cultural "Quinto Cecilio Metello", un centro social, Iluminación y acondicionamiento del Puente de los Austrias, acondicionamiento de la zona de la playa, centro de interpretación en la iglesia de Santiago, e inicio de los trabajos de arqueología en el Teatro Romano, entre otras actuaciones. En ese mismo contexto se abre ya a principios del siglo XXI, el segundo puente sobre el Guadiana, evitando el paso de tráfico pesado por el puente histórico, que es asimismo restaurado e iluminado. Esta obra se convierte en la más importante realizada en Medellín en los últimos siglos (el puente nuevo obtuvo el premio a la "mejor obra extremeña año 2002").

## Demografía
Medellín cuenta con una población de 2237 habitantes (INE 2024).
| Gráfica de evolución demográfica de Medellín entre 1842 y 2021                                                        |
| |
| Población de derecho según los censos de población del INE. Población de hecho según los censos de población del INE. |

## Economía
El principal sector económico de Medellín es el agrario. Los cultivos tradicionales del secano mediterráneo (trigo, cebada, vid y olivo) fueron sustituidos a partir de los años sesenta del siglo XX por los de regadío, con la llegada, primero, de las aguas del Canal de Orellana, que avena las tierras de la margen derecha del Guadiana, y en la década siguiente del Canal del Zújar, en la margen opuesta y cuyas características permiten sistemas más avanzados de riego.
En los primeros años del regadío el cultivo por excelencia fue el tabaco, del que Medellín llegó a ser el primer municipio productor de la provincia de Badajoz, con una producción máxima de 1 200 000 kg anuales a finales de la década de los setenta y primeros años ochenta. Se cultivaba esencialmente la variedad "Burley" de tabaco negro, que se recolectaba y procesaba en la comunidad familiar. Cuando la demanda se orientó hacia el tabaco rubio, cuya producción requiere más inversiones y es menos intensiva en mano de obra, el cultivo de esta solanácea disminuyó, si bien sigue existiendo una empresa cooperativa dedicada al cultivo y procesamiento de la variedad "Virginia" o "tabaco Amarillo".
Al disminuir la superficie dedicada al cultivo de tabaco, le sustituyó como producción principal, durante la década de 1980, el maíz. Desde el ingreso en la Unión Europea, los cultivos varían a expensas de las oscilaciones de la demanda y de las orientaciones de la Política Agraria Comunitaria. En los primeros años del siglo XXI la producción principal es la de tomate y arroz. Existen también importantes plantaciones de frutales, que proporcionan buen número de jornadas de trabajo.
Dentro del sector servicios, debe destacarse la existencia de una actividad turística no por rudimentaria menos floreciente alrededor de la explotación en los meses estivales de la playa fluvial en la margen izquierda del Guadiana.

## Patrimonio histórico-artístico

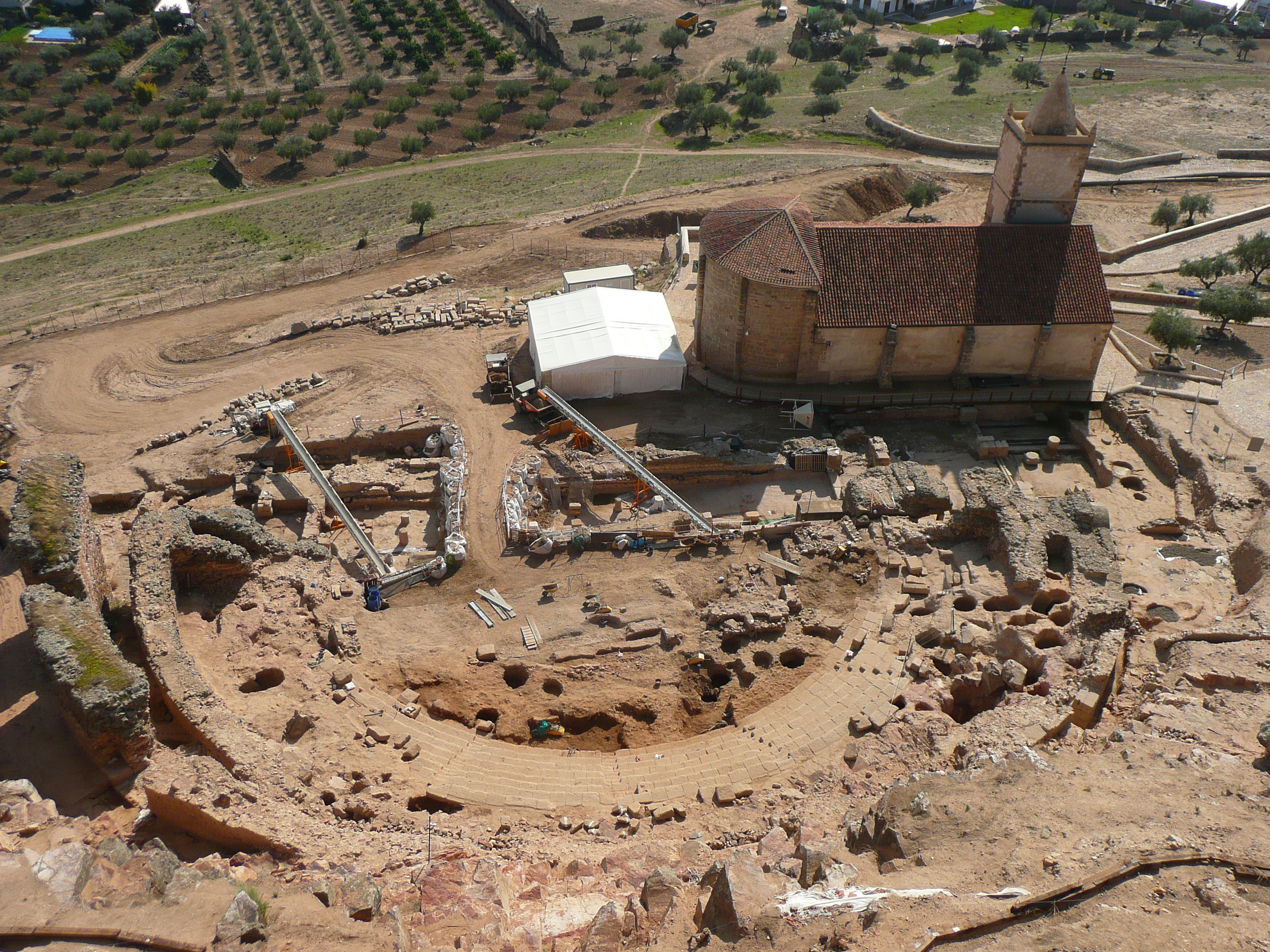
Excavación del teatro romano en octubre de 2009.

- Teatro romano, en proceso de excavación desde 2007.
- Castillo de Medellín.
- Iglesias católicas de Santiago (siglos XIII y XVII, hoy centro de interpretación del recinto arqueológico), de San Martín (siglos XIII y XVII) y la iglesia parroquial de Santa Cecilia, en la archidiócesis de Mérida-Badajoz, diócesis de Plasencia, arciprestazgo de Don Benito, data del siglo XVI.[12]
- Puente del siglo XVII sobre el Guadiana, con veinte ojos y templete conmemorativo central.
- Portadas del Palacio de los Portocarrero (siglo XVI) y del Convento de San Agustín (siglo XVII).
- Torre del Reloj (siglo XIX, antiguo torreón de la Puerta de la Villa).
- Plaza de Hernán Cortés, con monumento del conquistador epónimo, obra de Eduardo Barrón (1890).